# Jakob Philipp Santer
Jakob Philipp Santer (* 25. April 1756 in Bruneck; † 8. Oktober 1809 ebenda) war ein österreichischer Bildhauer und Architekt.

## Leben
Santer war eines von zehn Kindern des Fassmalers Benedikt Santer. Im Alter von 13 Jahren kam er zum Brunecker Bildhauer Johann Georg Silly in die Lehre und arbeitete mit ihm 1778/79 in Neustift bei Brixen und 1780 in Sterzing. Anschließend zog Santer nach Innsbruck, wo er eine Lehre beim Bildhauer Jakob Gratl absolvierte und die Zeichenschule besuchte. Danach studierte er an der bürgerlichen Akademie in Augsburg, wo er Preise in der Bossiererkunst und im Architekturzeichnen erhielt. 1782 lieferte er Arbeiten für Nicolas Guibal in Stuttgart. Ab 1784 war er als Geselle für die Bildhauer Ignace und Joseph Broche sowie für Pierre-Louis Moreau-Desproux in Paris tätig.
1788 kehrte Santer angesichts der sich abzeichnenden Revolution in Frankreich nach Bruneck zurück und übernahm die Werkstatt seines inzwischen verstorbenen Lehrers Silly. Hier plante er unter anderem den Neubau der Pfarrkirche und schuf Altäre, Grabmäler, Orgelkästen und Kanzeln für Tiroler Kirchen. Die Auftragslage war aber schlecht, so dass er verschiedene Ämter in Bruneck übernahm. Er war unter anderem Direktor des Straßenbaus (k. k. Wegmeister), Stadtbaumeister, Grundvermesser, Amtmann des Stadtspitals und von 1798 bis 1804 Bürgermeister. Aus eigenem Antrieb betrieb er Forschung und erfand unter anderem ein eigenes Kornmaß, eine Berechnungsmethode zum Wachstum des menschlichen Körpers oder Rezepte zum Herstellen von Tinte.
Santers Fähigkeiten als Bildhauer wurden von Zeitgenossen hoch gelobt, so verglich ihn etwa Josef Schöpf mit Antonio Canova. Aufgrund der wenigen Werke, die er ausführen konnte, blieb ihm jedoch eine größere Bekanntheit verwehrt.
1966 benannte die Stadt Bruneck die Jakob-Philipp-Santer-Straße nach ihm.

## Werke

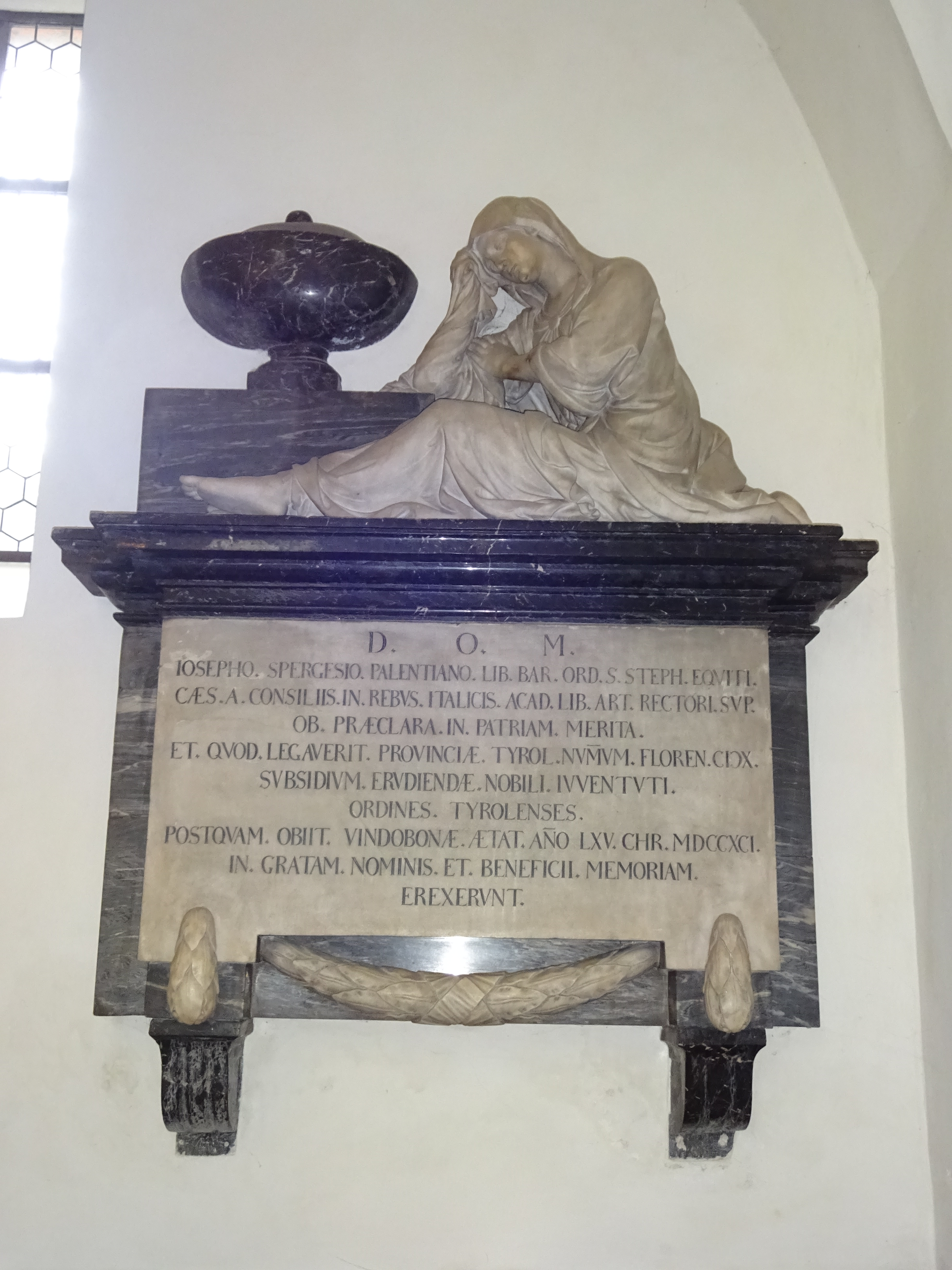
Grabdenkmal für Joseph von Sperges mit trauernder Tyrolia

- Grabdenkmal des Fürstbischofs Joseph von Spaur im Brixner Dom
- Grabdenkmal für Josef Freiherr von Sperges in der Landschaftlichen Pfarrkirche Mariahilf, Innsbruck, um 1800[1]
- Madonna mit Kind, Pfarrkirche Bruneck
- Altäre, Pfarrkirche St. Georg, Antholz-Mittertal
- Hochaltar, Pfarrkirche St. Johann in Ahrn
- Planung der Altarwand, Pfarrkirche Neustift im Stubaital (zugeschrieben)[2]

Bauten
- Pfarrkirche Bruneck, 1789–1791 (1850 durch Brand zerstört)
- Pfarrkirche St. Georg, Antholz-Mittertal, 1793–1795